# E314
E314 eller Europaväg 314 är en europaväg som går från Leuven i Belgien via Nederländerna till Aachen i Tyskland. Längden är 125 kilometer.

## Sträckning
Leuven - Hasselt - (gräns Belgien-Nederländerna) - Heerlen - (gräns Nederländerna-Tyskland) - Aachen

## Standard
Vägen är motorväg hela sträckan, nr A2 i Belgien, A76 i Nederländerna och A4 i Tyskland.

## Anslutningar till andra europavägar
| - E40 - E313 |  | - E25 - E40 |